# The Dream (álbum)
The Dream es el segundo álbum de estudio de la banda estadounidense de metalcore In This Moment. A diferencia de su disco anterior, en The Dream se pueden apreciar voces más limpias y sonidos menos pesados. El primer sencillo fue "Forever", que fue estrenado en el MySpace de la banda en agosto de 2008.
El álbum debutó en el #70 del Billboard 200 vendiendo más de 8000 copias en su primera semana.

## Historia

### Producción
La composición de The Dream comenzó a finales de 2007 y la grabación fue en Las Vegas, Nevada, en junio de 2008. Reclutaron a Kevin Churko como productor, debido a sus diversas colaboraciones con artistas como Ozzy Osbourne, Shania Twain y Britney Spears.

### Estilo
Las diferencias más notables entre The Dream y Beautiful Tragedy son los elementos de metalcore desaparecidos y la preferencia de la vocalista Maria Brink por el canto más que los Gritos. En una entrevista con MTV Brink explica: 

"Como cantante, los gritos siempre fueron muy fáciles para mí, no era parte de un desafío, era algo natural. Pero las voces al   cantar me eran más difíciles. La gente siempre me felicito por mis gritos, pero no obtenía muchos comentarios sobre mi manera de cantar, así que tome este disco como un desafío para mí".

### Concepto
Chris Howorth señala: "La idea básica detrás de llamar a nuestro nuevo álbum El sueño es que dentro de sueño, cualquier cosa puede suceder, todas las cosas que parecen imposibles o inalcanzables en el" mundo real "sea una realidad en tus sueños. We wanted to make a record that you can lay down with, shut off the lights and have a total outerbody experience. Queríamos hacer un disco que se puede establecer con apagar las luces y tener una experiencia outerbody total.

## Sencillos y Videos
El primer sencillo de The Dream fue "Forever", que fue lanzado en agosto de 2008, mientras que el video apareció unas semanas después. El video fue dirigido por David Brodsky y muestra a la banda tocando en una playa a orillas del océano. También aparecían escenas de Maria bajo el agua, las que fueron grabadas en acuario enorme.
La banda había pensado en temas como "Lost at Sea" o "Mechanical Love" como segundo sencillo, sin embargo la canción elegida fue "Call Me", un cover de Blondie. El sencillo fue lanzado en iTunes el 26 de mayo de 2009. El video fue filmado en el Reino Unido y lanzado el 23 de junio de 2009.

## Lista de canciones
Todas las letras son de Maria Brink. La música fue compuesta por el resto de la banda.
| Edición estándar |                       |          |  |
| N.º              | Título                | Duración |  |
| 1.               | «The Rabbit Hole»     | 1:00     |  |
| 2.               | «Forever»             | 4:21     |  |
| 3.               | «All For You»         | 4:55     |  |
| 4.               | «Lost At Sea»         | 3:46     |  |
| 5.               | «Mechanical Love»     | 3:37     |  |
| 6.               | «Her Kiss»            | 4:30     |  |
| 7.               | «Into The Light»      | 4:12     |  |
| 8.               | «You Always Believed» | 3:40     |  |
| 9.               | «The Great Divide»    | 4:11     |  |
| 10.              | «Violet Skies»        | 3:56     |  |
| 11.              | «The Dream»           | 4:42     |  |

Japón Bonus Tracks

| N.º | Título                           | Duración |  |
| 12. | «Sailing Away»                   | 4:00     |  |
| 13. | «Forever (Versión instrumental)» | 4:21     |  |
| 14. | «Forever (Radio Edit)»           | 3:52     |  |

UK Special Edition Bonus Tracks

| N.º | Título                       | Duración |  |
| 12. | «Call Me (cover de Blondie)» | 3:18     |  |
| 13. | «A Dying Star»               | 4:35     |  |
| 14. | «Sailing Away»               | 4:00     |  |

The Ultra Violet Edition bonus disc

| N.º | Título                           | Duración |  |
| 1.  | «Call Me»                        | 3:18     |  |
| 2.  | «Sailing Away»                   | 4:00     |  |
| 3.  | «A Dying Star»                   | 4:36     |  |
| 4.  | «Call Me (Versión instrumental)» | 3:52     |  |
| 5.  | «Forever (Versión instrumental)» | 3:18     |  |

### Limited edition bonus disc
Special edition pre-orders included a bonus disc featuring three versions of "Forever" and an interview about the making of the álbum.
1. "Forever" (Radio Edit) - 3:52
2. "Forever" (Album Version) - 4:21
3. "Forever" (Versión instrumental) - 4:21
4. "A Journey Into The Rabbit Hole" - 30:51

### B-Sides
1. "Sailing Away" - 4:00
2. "A Dying Star" - 4:35

### Singles
- "Forever" (septiembre de 2008)
- "Call Me" (mayo de 2009)

## Créditos
- Maria Brink - Voz y Piano
- Chris Howorth - Guitarras
- Blake Bunzel - Guitarras
- Jesse Landry - Bajo
- Jeff Fabb - Batería